# سیارک ۱۶۰۹۱
سیارک ۱۶۰۹۱ (به انگلیسی: 16091 Malchiodi، نامگذاری:1999TO152) شانزده هزار و نود و یکمین سیارک کشف شده‌است که در ۷ اکتبر ۱۹۹۹ کشف شد.
قدر مطلق سیارک برابر ۱۷.۸ است.